# Liste der Biografien/Morc
Liste der Biografien |
Portal Biografien |
Personensuche
# |
A |
B |
C |
D |
E |
F |
G |
H |
I |
J |
K |
L |
M |
N |
O |
P |
Q |
R |
S |
T |
U |
V |
W |
X |
Y |
Z |
?
 
Ma |
Mb |
Mc |
Md |
Me |
Mf |
Mg |
Mh |
Mi |
Mj |
Mk |
Ml |
Mm |
Mn |
Mo |
Mp |
Mq |
Mr |
Ms |
Mt |
Mu |
Mv |
Mw |
Mx |
My |
Mz
 
Moa |
Mob |
Moc |
Mod |
Moe |
Mof |
Mog |
Moh |
Moi |
Moj |
Mok |
Mol |
Mom |
Mon |
Moo |
Mop |
Moq |
Mor |
Mos |
Mot |
Mou |
Mov |
Mow |
Mox |
Moy |
Moz
 
Mora |
Morb |
Morc |
Mord |
More |
Morf |
Morg |
Morh |
Mori |
Mork |
Morl |
Morm |
Morn |
Moro |
Morp |
Morr |
Mors |
Mort |
Moru |
Morv |
Morw |
Mory |
Morz
Die Liste der Biografien führt alle Personen auf, die in der deutschsprachigen Wikipedia einen Artikel haben. Dieses ist eine Teilliste mit 34 Einträgen von Personen, deren Namen mit den Buchstaben „Morc“ beginnt.

## Morc

### Morca
- Morcar († 1087), angelsächsischer Earl of Northumbria
- Morcashani, Josephine (1870–1929), britische Unterhaltungskünstlerin und Sängerin

### Morce
- Morceli Bühler, Patricia (* 1974), Schweizer Langstreckenläuferin
- Morceli, Abderrahmane (* 1957), algerischer Mittelstreckenläufer
- Morceli, Noureddine (* 1970), algerischer MittelstreckenläuferNoureddine Morceli (* 1970)

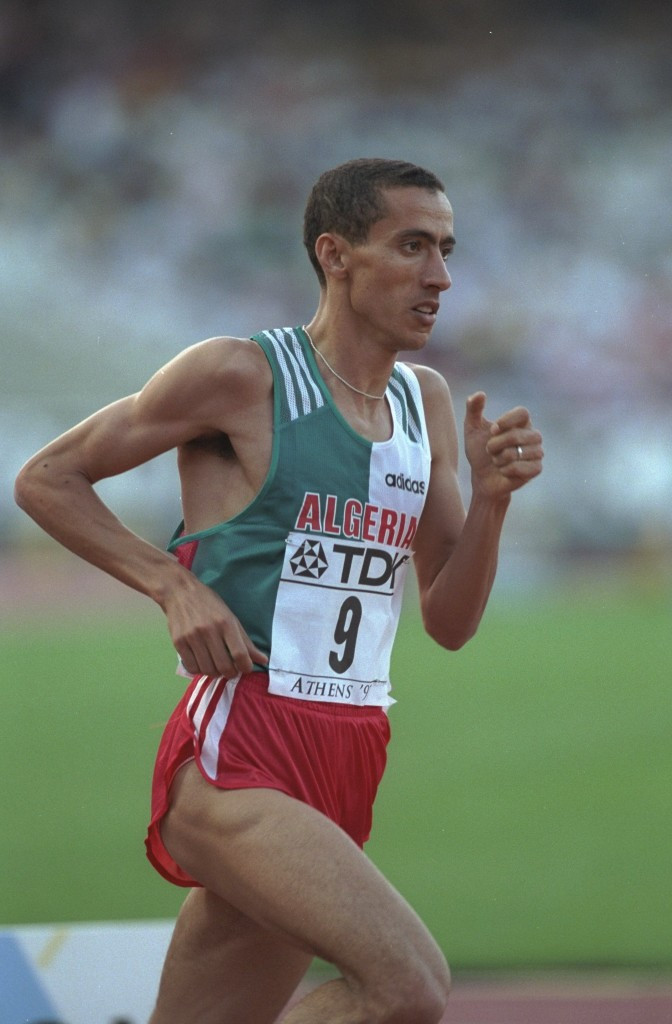
Noureddine Morceli (* 1970)

- Morcelli, Stefano Antonio (1737–1821), italienischer Philologe und Epigraphiker

### Morch
- Mörch, Emmanuelle (* 1990), französische Rollstuhltennisspielerin
- Mørch, Johan Lorentz († 1834), dänischer Kaufmann und kommissarischer Inspektor in Grönland
- Mørch, Kristian (1930–2017), grönländischer Geistlicher
- Mørch, Ole (1867–1923), grönländischer Katechet und Landesrat
- Mørch, Otto Andreas Lowson (1828–1878), dänischer Malakologe
- Mørch, Søren (1933–2024), dänischer Historiker und Autor
- Mørch, Tobias (1840–1916), grönländischer Katechet und Pastor
- Morche, Gunther (1940–2012), deutscher Musiker, Musikwissenschaftler und Hochschullehrer
- Morche, Helmut (* 1930), deutscher FDJ- und SED-Funktionär
- Morche, Jürgen (* 1955), deutscher Schauspieler, Regisseur und Produzent
- Mörchen, Helmut (* 1945), deutscher Literaturwissenschaftler und Publizist
- Mörchen, Hermann (1906–1990), deutscher Philosoph, Religions- und Literaturwissenschaftler
- Morchutt, Valentin (* 1765), deutscher Kaufmann und Parlamentarier

### Morci
- Morcillo González, Casimiro (1904–1971), spanischer katholischer Geistlicher, Erzbischof von Madrid
- Morcillo Rubio de Auñón, Diego (1642–1730), Erzbischof von Charcas und Lima, Vizekönig von Peru
- Morcinek, Gustaw (1891–1963), polnischer Schriftsteller, Publizist und Politiker
- Morciniec, Norbert (* 1932), polnischer Germanist, Niederlandist und Hochschullehrer

### Morck
- Morck, Günter (1932–2017), deutscher Bucheinband- und Ledergestalter
- Mørck, Lasse (* 1989), dänischer Jazzmusiker (Kontrabass, Komposition)
- Mörck, Max (1883–1959), deutscher Unternehmer, Aufsichtsrat und Präses der Handelskammer Hamburg
- Mørck, Mia Helene (* 1999), dänische Leichtathletin
- Mørck, Niels-Peter (* 1990), dänischer Fußballspieler
- Mørck, Sidsel (1937–2024), norwegische Dichterin, Romanautorin und Kolumnistin
- Mörck-Schultz, Marita (1915–2009), finnlandschwedische Innenarchitektin

### Morco
- Morcom, Boo (1921–2012), US-amerikanischer Stabhochspringer

### Morcz
- Morcz, László (* 1956), ungarischer Radrennfahrer
- Morczinietz, Andreas (* 1978), deutscher Eishockeyspieler
- Morczinietz, Martin (* 1984), deutscher Eishockeyspieler